# Stenoonops belmopan
Espèce
Stenoonops belmopan est une espèce d'araignées aranéomorphes de la famille des Oonopidae.

## Distribution
Cette espèce est endémique du Belize. Elle se rencontre à Belmopan.

## Description
La femelle holotype mesure 2,46 mm.

## Étymologie
Son nom d'espèce lui a été donné en référence au lieu de sa découverte, la ville de Belmopan.

## Publication originale
- Platnick & Dupérré, 2010 : The goblin spider genera Stenoonops and Australoonops (Araneae, Oonopidae), with notes on related taxa. Bulletin of the American Museum of Natural History, no 340, p. 1-111 (texte intégral).